# Calianotus bituberculatus
Calianotus bituberculatus är en mångfotingart som först beskrevs av Loomis 1960.  Calianotus bituberculatus ingår i släktet Calianotus och familjen plattdubbelfotingar. Inga underarter finns listade i Catalogue of Life.